# Mati Protected Landscape
Das Naturschutzgebiet Mati Protected Landscape liegt zwischen 6°57’09” und 6°59’44” nördlichen Breitengrads und 126°09’58” und 126°11’54” östlichen Längengrads in der Provinz Davao Oriental auf der Insel Mindanao in den Philippinen.
Es liegt in der unmittelbaren Nähe der Provinzhauptstadt Mati City, in den Gebieten der Sitios Sudlon, Ugilan und dem Barangay Central. Es ist seit dem 6. September 2005 als Naturschutzgebiet ausgewiesen.
Das 1.040,20 Hektar große Naturschutzgebiet besitzt eine 914,26 Hektar große Kernzone und eine 135,76 Hektar große Pufferzone. Das Gelände wird geprägt von einer hügeligen Landschaft mit leichten bis steilen Gefällstrecken. Durch das Gebiet des Naturschutzgebietes fließt der Banahaw Bach, der eine wichtige Funktion in der Wasserversorgung von Mati City hat.
Ein dichter Baumbestand zeichnet das Naturschutzgebiet aus, wobei hier keine dominante Baumspezies beschrieben wird. Die einzigen Nutzbäume sind Kokosnusspalmen und Fruchtbäume wie die Weißkopfmimose (Leucaena leucocepala), die in der Region wild wächst.
In dem Naturschutzgebiet Mati Protected Landscape sind insgesamt 23 Vogelarten heimisch, eine Zählung anderer Gattungen wie Säugetiere oder Reptilien liegen noch nicht vor. Zu den bekannteren Vogelarten gehören die Kichertaube, der Philippine Bulbul, ein Singvogel, Mitglieder der Grasmückenartigen wie der Mountain bush warbler, Eisvögel, der Philippine Serpent-Eagle und viele andere mehr.